# Hidràulica

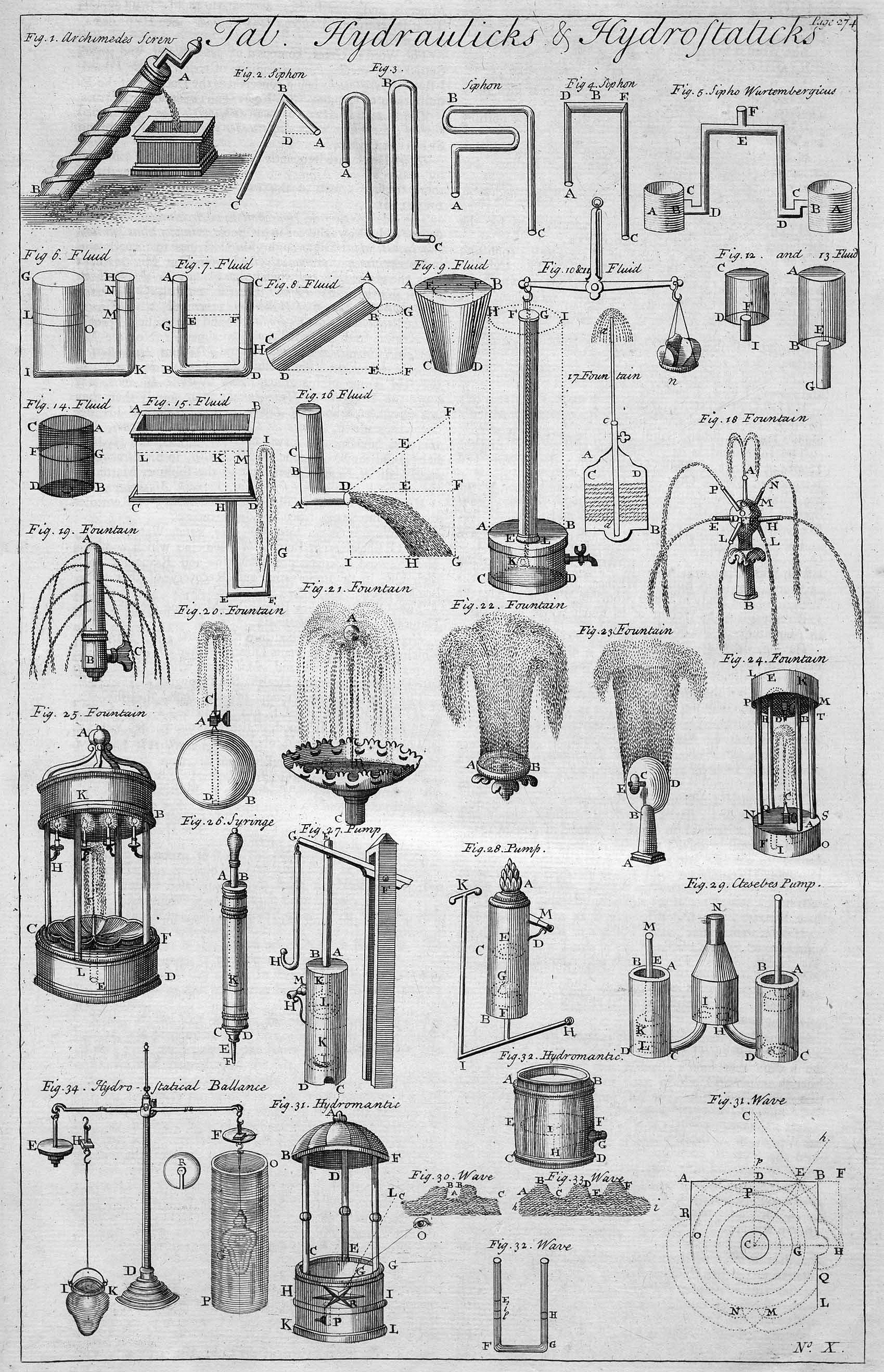
Hidràulica i hidroestàtica il·lustrada.

La hidràulica és una branca de la física i l'enginyeria que s'encarrega de l'estudi de les propietats mecàniques dels fluids. Tot això depèn de les forces que s'interposen amb la massa (força) i empenta d'aquesta. La paraula hidràulica ve del grec ὑδραυλικός (hydraulikós) que, al seu torn, ve de ὕδραυλος, que significa "tub d'aigua", paraula composta per ὕδωρ (aigua) i αὐλός (tub). A l'aplicació de la mecànica de fluids en enginyeria fan servir dispositius que funcionen amb líquids, generalment, són aigua o oli.

## Història

### Egipte i Grècia
Les civilitzacions antigues es desenvolupen al llarg del Tigris i l'Indus. L'experiència i la intuïció van guiar a aquestes comunitats en la solució dels problemes relacionats amb les nombroses obres hidràuliques necessàries per a la defensa riberenca, el drenatge de zones pantanoses, l'ús dels recursos hídrics, la navegació aquàtica.
En les civilitzacions de l'antiguitat, aquests coneixements es van convertir en privilegi d'una casta de sacerdots a l'antic Egipte, els sacerdots es transmetien, de generació en generació, les observacions i registres, mantinguts en secret, respecte a les inundacions del riu, i estaven en condicions, amb base a aquests, de fer previsions que podrien ser interpretades fàcilment a través d'endevinalles transmeses pels déus. Va ser a Egipte on va néixer la més antiga de les ciències exactes, la geometria que, segons l'historiador grec Heròdot, va sorgir arran d'exigències cadastrals relacionades amb les inundacions del riu Nil.
Amb els grecs la ciència i la tècnica passen per un procés de dessacralització, tot i que algunes vegades es releguen al terreny de la mitologia.
Tales de Milet, de pare grec i mare fenícia, va atribuir a l'aigua l'origen de totes les coses. La teoria de Tales de Milet, igual que la teoria dels filòsofs grecs posteriors del període jònic, trobarien una sistematització dels seus principis a la física d'Aristòtil. Física que, com se sap, està basada en els quatre elements clàssics, sobre la seva ubicació, sobre el moviment natural, és a dir cap a les seves respectives esferes, diferenciat del moviment violent. La física antiga es basa en el sentit comú, és capaç de donar una descripció qualitativa dels principals fenòmens, però és absolutament inadequada per a la descripció quantitativa d'aquests.
Les primeres bases del coneixement científic quantitatiu es van establir al segle iii aC en els territoris en què va ser dividit l'imperi d'Alexandre el Gran, i va ser Alexandria l'epicentre del saber científic. Euclides va recollir, en els Elements, el coneixement precedent sobre la geometria. Es tracta d'una obra única en la qual, a partir de poques definicions i axiomes, es dedueixen una infinitat de teoremes. Els Elements d'Euclides constituïren, per més de dos mil anys, un model de ciència deductiva d'un insuperable rigor lògic. Arquimedes de Siracusa va estar en contacte epistolar amb els científics d'Alexandria.
L'Arquimedes va realitzar una gran quantitat de descobriments excepcionals. Un d'ells va començar quan Geló II regnava a Siracusa. Va voler oferir a un santuari una corona d'or, en agraïment pels èxits assolits. Contractar a un artista amb el qual va pactar el preu de l'obra i a més, li va entregar la quantitat d'or requerida per l'obra. La corona acabada va ser lliurada al rei, amb la plena satisfacció d'aquest, i el pes també coincidia amb el pes d'or lliurat. Un temps després, però, Cerón va tenir motius per desconfiar de què l'artista l'havia enganyat substituint una part de l'or amb plom, mantenint el mateix pes. Indignat per l'engany, però no trobant la forma de demostrar-ho, va demanar a Arquimedes que estudiés la qüestió. Absort per la solució d'aquest problema, Arquimedes va observar un dia, mentre prenia un bany en una tina, que quan ell se submergia a l'aigua, aquesta es vessava cap a terra. Aquesta observació li va donar la solució del problema. Va saltar fora de la tina i, emocionat, va córrer nu a casa, cridant: "Eureka! Eureka!" (que, en grec, significa: "Ho vaig trobar, el vaig trobar!").
Arquimedes va ser el fundador de la hidroestàtica, i també el precursor del càlcul diferencial: recordeu la seva cèlebre demostració del volum de l'esfera, i en conjunt amb els científics d'Alexandria no desdenyà les aplicacions a l'enginyeria dels descobriments científics, temptant disminuir la bretxa entre la ciència i la tecnologia, típica de la societat de l'antiguitat clàssica, societat que, com és ben sabut, estava basada en l'esclavitud.
En el camp de la hidràulica ell va ser l'inventor de l'espiral sense fi, la que, en fer-la girar a l'interior d'un cilindre, s'utilitza encara avui per elevar líquids.
Vegeu també el capítol referent al cargol d'Arquimedes.

### Antiga Roma

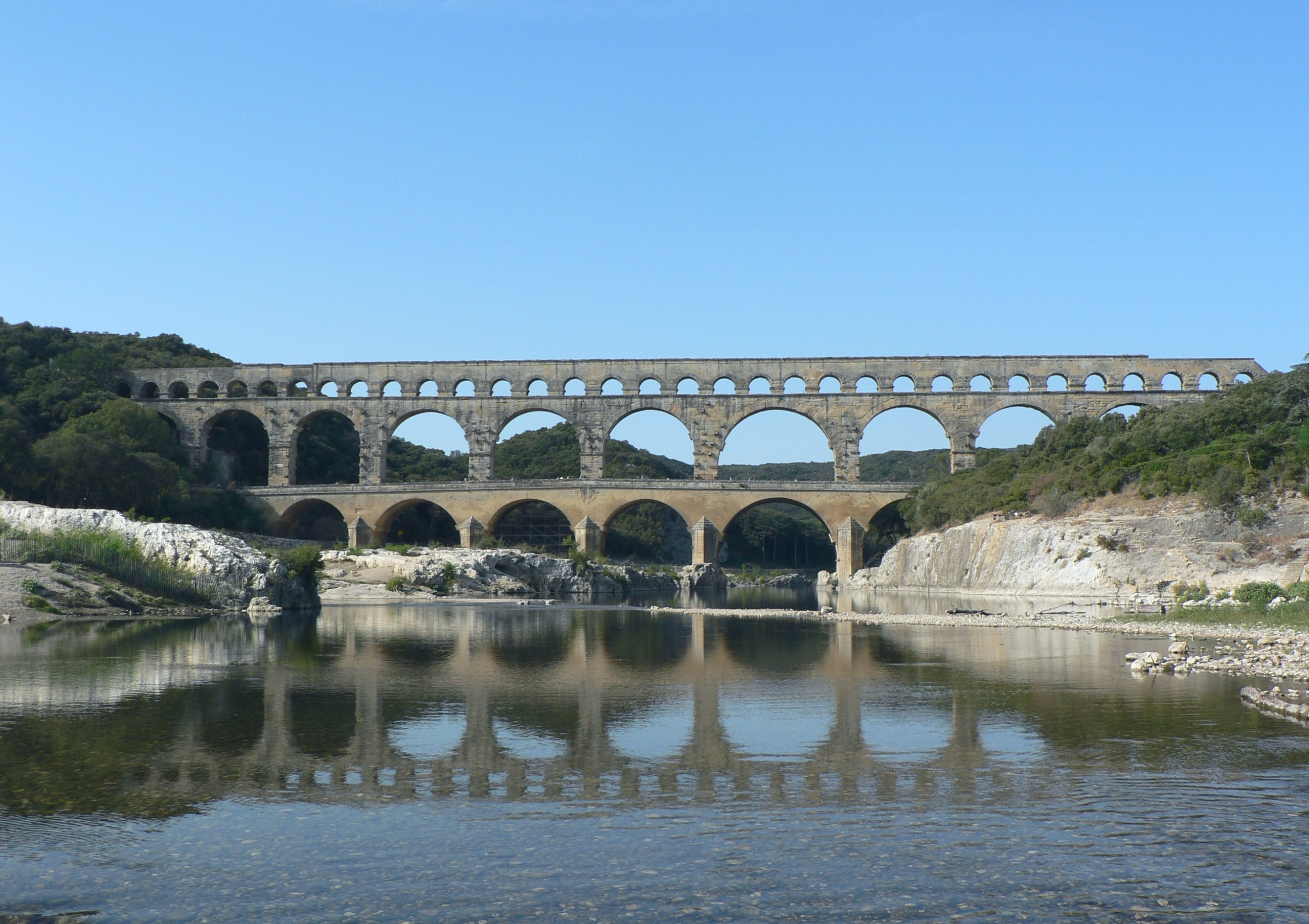
Pont du Gard a Nîmes.

Els antics romans, que van difondre a tota la Mediterrània la vida urbana, van basar el benestar i el viure bé, especialment, en la disponibilitat d'abundant quantitat d'aigua. Es considera que els aqüeductes subministraven més d'un milió de m³ d'aigua al dia a la Roma Imperial, la major part distribuïda a habitatges privats per mitjà de tubs de plom. Arribaven a Roma onze aqüeductes. Per construir l'aqüeducte Claudi, es van requerir, per 14 anys consecutius més de 40 mil carros de tuf per any.
A les províncies romanes els aqüeductes van travessar sovint profundes valls, com al districte de Nimes, on el "Pont du Gard" de 175 m de longitud té una alçada màxima de 49 m, i en Segòvia, a Espanya, on el pont-aqüeducte de 805 m de longitud encara es mantenen en peus.
Els romans van excavar també canals per millorar el drenatge dels rius a tot Europa i, menys freqüentment per a la navegació aquàtica, com és el cas del canal Rin-Mosa de 37 km de longitud.
Però sens dubte, en aquest camp, l'obra prima de l'enginyeria de l'Imperi romà és el drenatge del llac Fucino, a través d'una galeria de 5,5 km per sota de la muntanya. Aquesta galeria només va ser superada en el 1870 amb la galeria ferroviària del Moncenisio. El "Portus Romanus, completament artificial, es va construir després del d'Òstia, en el temps dels primers emperadors romans. La seva badia interna, hexagonal, tenia una profunditat de 4 a 5 m, un ample de 800 m, moll de maó i morter, i un fons de blocs de pedra per facilitar el seu dragatge.

### La generació d'energia

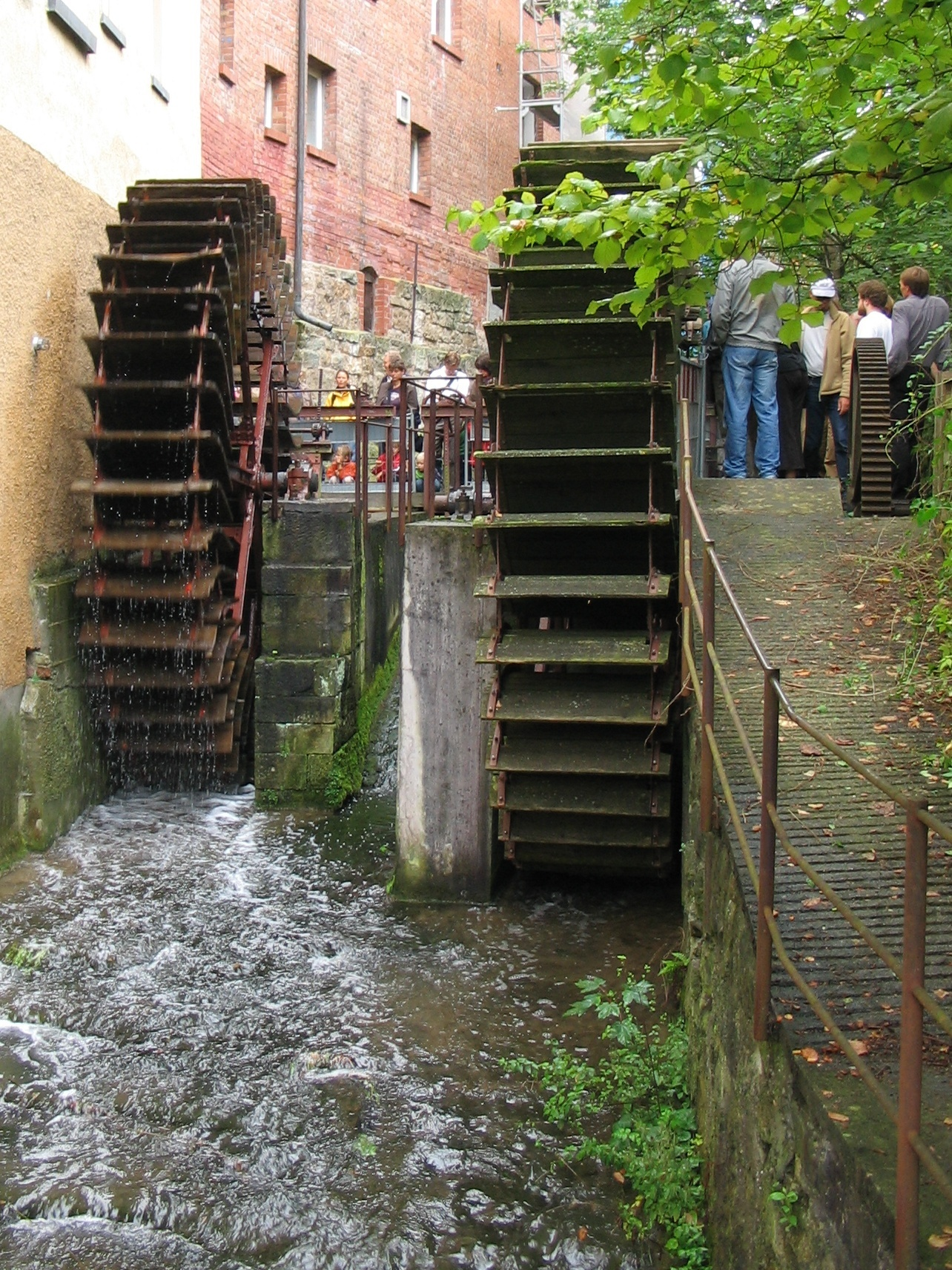
Roda hidràulica.

La principal font no vivent d'energia de l'antiguitat va ser l'anomenat "molí" grec, constituït per un eix de fusta vertical; en la part inferior hi havia una sèrie de paletes submergides a l'aigua. Aquest tipus de molí va ser usat principalment per moldre els grans, l'eix passava a través de la màquina inferior i feia girar la màquina superior, a la qual estava unit. Els molins d'aquest tipus requerien un corrent veloç, i segurament es van originar a les regions colinares de l'Orient Mitjà, tot i que Plini atribueix la creació dels molins d'aigua per moldre grans al nord d'Itàlia. Aquests molins generalment eren petits i més aviat lents, la pedra de moldre girava a la mateixa velocitat que la roda, tenien per tant una petita capacitat de molta, i el seu ús era purament local. No obstant això, poden ser considerats els precursors de la turbina hidràulica, i el seu ús es va estendre per més de tres mil anys.
El tipus de molí hidràulic amb eix horitzontal i roda vertical es va començar a construir al segle I aC per l'enginyer militar Marc Vitruvi Pol·lió. La seva inspiració pot haver estat la roda persa o "saqíya", un dispositiu per elevar l'aigua, que estava format per una sèrie de recipients disposats en la circumferència de la roda que es fa girar amb força humana o animal. Aquesta roda va ser usada a Egipte (segle IV aC). La roda hidràulica vitruviana, o roda de tasses, és bàsicament una roda que funciona en el sentit contrari.
Dissenyada per moldre gra, la roda estaven connectades a la màquina mòbil per mitjà d'engranatges de fusta que donaven una reducció d'aproximadament 5:1. Els primers molins d'aquest tipus eren del tipus en què l'aigua passa per sota.
Més tard, es va observar que una roda alimentada des de dalt era més eficient, i el fet d'aprofitar també la diferència de pes entre les tasses plenes i les buides. Aquest tipus de roda, significativament més eficient requereixen una instal·lació addicional considerable per assegurar el subministrament d'aigua: generalment es representa un curs d'aigua, de manera a formar un embassament, des del qual un canal portava un flux regularitzat d'aigua a la roda.
Aquest tipus de molí va ser una font d'energia més gran a la qual es disposava anteriorment, i no només va revolucionar la molta de grans, sinó que va obrir el camí a la mecanització de moltes altres operacions industrials. Un molí de l'època romana del tipus alimentat per sota, a Venafro, amb una roda de 2 m de diàmetre podia moldre aproximadament 180 kg de grans en una hora, el que correspon aproximadament a 3 cavalls vapor, en comparació, un molí mogut per un ase, o per dos homes podia amb prou feines moldre 4,5 kg de gra per hora.
Des del segle iv a l'Imperi romà es van instal·lar molins de notables dimensions. A Barbegal, en les proximitats d'Arle, l'any 310 dC, es van usar per moldre grans 16 rodes alimentades des de dalt, que tenien un diàmetre de fins a 2,7 m cadascuna. Cadascuna d'elles accionava, mitjançant engranatges de fusta, dues màquines: La capacitat arribava a 3 tones per hora, suficients per abastir la demanda d'una població de 80 mil habitants, la població d'Arles en aquella època no sobrepassava les 10 mil persones, és per tant clar que abastia a una vasta zona.
És sorprenent que el molí de Vitruvi no es popularitzés a l'Imperi romà fins al tercer o quart segle. Sent disponible a l'època dels esclaus una altra mà d'obra a baix preu, no hi havia un gran incentiu per promoure una activitat que requeria la utilització de capital, a més, es diu que l'emperador Vespasià (1969-1979 dC) s'hauria oposat a l'ús de l'energia hidràulica perquè aquesta hauria provocat la desocupació.

### La roda hidràulica

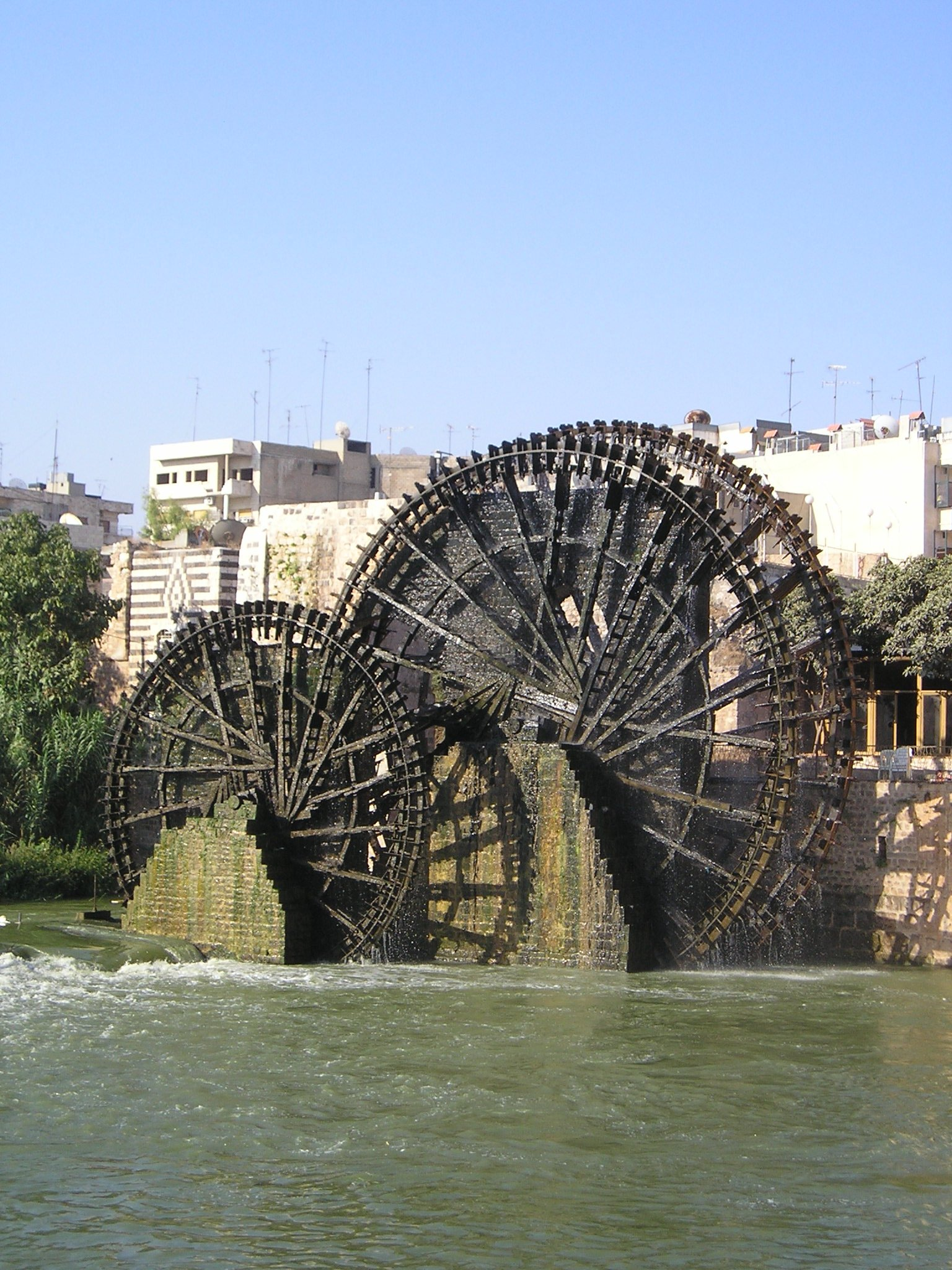
Rodes d'aigua a Hama - Síria.

A l'edat mitjana, la roda hidràulica va ser àmpliament utilitzada a Europa per a una gran varietat d'usos industrials: el Domesday Book, el cadastre anglès elaborat en 1086, per exemple: reporta 5,624 molins d'aigua, tots del tipus vitruviana. Aquests molins van ser usats per a accionar serradores, molins de cereals i per minerals, molins amb martells per treballar el metall o per batans, per accionar forces de foses i per a una varietat d'altres aplicacions. D'aquesta manera, van tenir també un paper important en la redistribució territorial de l'activitat industrial.
Una altra forma d'energia desenvolupada a l'Edat Mitjana va ser el molí de vent. Desenvolupat originalment a Pèrsia al segle vii, sembla que va tenir el seu origen en les antigues rodes d'oracions accionades pel vent utilitzades a l'Àsia central. Una altra hipòtesi plausible, però no demostrada, és que el molí de vent es derivaria de les espelmes dels vaixells. Durant el segle x, aquests molins eòlics van ser àmpliament utilitzats a Pèrsia per bombar aigua. Els molins perses estaven constituïts per edificis de dos pisos, al pis inferior, hi havia una roda horitzontal accionada per 10-12 ales adaptades per captar el vent, connectades a un eix vertical que transmetia el moviment a la màquina situada al pis superior, amb una disposició que recorda els molins d'aigua grecs. Els molins de vent d'eixos horitzontals es van desenvolupar a l'Europa del nord al voltant del segle xiii.

### Hidràulica als països àrabs
A l'edat mitjana, l'islam va contribuir de forma important al desenvolupament de la hidràulica. A l'àrea geogràfica on es troba el primer desenvolupament de la civilització islàmica es van realitzar importants obres hidràuliques, com ara canals per a la distribució d'aigua, amb un ús freqüent de sifons, gairebé desconeguts anteriorment, però el que té més significat, l'Islam va assegurar la continuïtat del coneixement amb les civilitzacions antigues, particularment amb l'alexandrina. Quan en el Renaixement es va redescobrir la civilització clàssica i la seva ciència, en realitat es disposava de tècniques molt més evolucionades que en l'antiguitat i d'instruments matemàtics molt més versàtils, com la numeració àrab i l'àlgebra, també d'origen àrab.
Entre els nombrosos "arquitectes" que actuaven en el Renaixement, el més significatiu va ser Leonardo da Vinci (1452-1519). A Leonardo es deu la primera versió de la conservació de la massa en un curs d'aigua, en el qual el producte entre la velocitat mitjana de l'aigua en una secció i l'àrea de la mateixa secció és constant, mentre que, sempre Leonardo observa, la velocitat de l'aigua és màxima en el centre del riu i mínima sobre les vores. En temps recents s'ha reconduït l'estudi de la turbulència al dels sistemes dinàmics que condueixen al caos. Actualment, la veritable naturalesa del moviment turbulent no està del tot clara, i l'enfocament probabilístic semblaria no ser el simple reflex de la nostra ignorància, sinó que reflectiria l'essència mateixa del fenomen, com en altres branques de la física.
Es pot concloure que «és més fàcil estudiar el moviment de cossos celestes infinitament llunyans que el d'un rierolet que corre als nostres peus».

## Ciències de la terra relacionades amb la hidràulica
Es relacionen íntimament amb la hidràulica les següents branques de les ciències de la terra:
- Mecànica de fluids, mecànica de medis continus que descriu el moviment de fluids (gasos i líquids), sense tenir en compte les causes que el provoquen (cinemàtica) o tenint en compte (dinàmica).
- Hidrologia, que analitza el comportament de l'aigua en la natura, en les diverses fases del cicle hidrològic.
- Hidrogeologia, que s'ocupa de les aigües subterrànies.
- Hidrografia, que s'ocupa de la descripció i estudi sistemàtic dels diferents cossos d'aigua planetaris.
- Oceanografia, que estudia tots els processos físics, químics i biològics que es donen en el mar i en els oceans.

## Producció d'energia hidràulica
El funcionament bàsic consisteix a aprofitar l'energia cinètica de l'aigua emmagatzemada, de manera que accioni les turbines hidràuliques. Per aprofitar millor l'aigua portada pels rius, es construeixen preses per regular el cabal en funció de l'època de l'any. La presa serveix també per augmentar el salt, i així, millorar el seu aprofitament.